# 水位增五
水位增五（雙子座85），又名BD+20 1946，HD 64648、SAO 79799、HR 3086，是雙子座的一颗恒星，视星等为5.35，位于銀經201.42，銀緯22.74，其B1900.0坐标为赤經7h 49m 49.7s，赤緯+20° 22.74′ 53″。